# キングストン伯爵
キングストン伯爵（Earl of Kingston）は、アイルランド貴族の伯爵位。アイルランド議会の庶民院議員だった第5代準男爵エドワード・キングが1768年に叙されたのに始まる。

## 歴史
アイルランド議会の庶民院議員だったロバート・キング(生年不詳-1707)は、1682年9月27日にアイルランドの準男爵位(Baronet "of Boyle Abbey")を与えられた。
その長男で第2代準男爵位を継承したジョン・キング(生年不詳-1720)、その弟で第3代準男爵位を継承したヘンリー・キング(生年不詳-1740)もアイルランド議会の庶民院議員を務めた。
3代準男爵ヘンリーの長男で4代準男爵位を継承したロバート・キング(1724–1755)もアイルランド議会の庶民院議員を務めたが、1748年6月13日にアイルランド貴族爵位キングスバラ男爵(Baron Kingsborough)に叙せられ、アイルランド貴族院議員に転じた。またアイルランドのフリーメイソンのグランドマスターも務めた。しかし彼は生涯結婚しなかったので子供がなく、彼の死とともにキングスバラ男爵位は一代で廃絶した。
一方準男爵位の方は弟のエドワード・キング(1726–1797)に継承された。彼もアイルランド庶民院議員やアイルランド・フリーメイソンのグランドマスターを務め、1764年7月13日にロスコモン県におけるロッキンガムのキングストン男爵(Baron Kingston, of Rockingham in the County of Roscommon)、1766年11月15日にスライゴ県におけるキングスバラのキングスバラ子爵(Viscount Kingsborough, of Kingsborough in the County of Sligo)、1768年8月25日にキングストン伯爵(Earl of Kingston)に叙された（いずれもアイルランド貴族爵位）
。
その孫にあたる3代キングストン伯爵ジョージ・キング(1771–1839) も襲爵前にアイルランド庶民院議員を務め、襲爵後にはアイルランド貴族院議員になっていたが、アイルランド統合でアイルランド議会がイギリス議会に吸収され、1807年からアイルランドの貴族代表議員としてイギリス貴族院に議席を保有した。さらに1821年7月17日には連合王国貴族爵位コーク県におけるミッチェルスタウンのキングストン男爵(Baron Kingston, of Mitchelstown in the County of Cork)に叙せられたことで、自動的に貴族院議員に列することになった。しかし3代伯の三男にあたる5代伯ジェイムズ・キング(1800–1869)の死去で3代伯の男系男子は絶え、連合王国貴族爵位のキングストン男爵位は廃絶した。
しかし3代伯には弟ロバート・キング(1773-1854)があった。彼は大将まで昇進したイギリス陸軍軍人であり、18世紀末にフランス革命戦争を戦い、またアイルランド議会で庶民院議員を務め、1800年12月29日にロスコモン県におけるボイルのエリス男爵(Baron Erris, of Boyle in the County of Roscommon)、1806年5月28日にロスコモン県におけるボイルのロートン子爵(Viscount Lorton, of Boyle in the County of Roscommon)に叙せられていた（いずれもアイルランド貴族爵位）。その長男で2代ロートン子爵位を継承したロバート・キング(1804–1869)が、5代伯爵の死後に6代キングストン伯爵位を継承することになった。
6代伯の死後、その長男ロバート・キング(1831–1871)が7代伯を継承したが、彼には男子が無かったため、彼の死後はその弟ヘンリー(1848–1896)が8代伯を継承した。8代伯は勅許をえて妻の実家の家名を加えた「キング＝テニソン(King-Tenison)」の二重性に改名した。8代伯以降は2017年現在まで父から息子への継承が続いており、2017年現在の当主は第12代キングストン伯爵ロバート・キング＝テニソン(1969-)である。

## 現当主の保有爵位
現在の当主ロバート・キング＝テニソンは以下の爵位を保有している。
- 第12代キングストン伯爵 (11th Earl of Kingston)
(1768年8月25日の勅許状によるアイルランド貴族爵位)
- スライゴ県におけるキングスバラの第12代キングスバラ子爵 (11th Viscount Kingsborough, of Kingsborough in the County of Sligo)
(1766年11月15日の勅許状によるアイルランド貴族爵位)
- ロスコモン県のボイルの第8代ロートン子爵 (7th Viscount Lorton, of Boyle in the County of Roscommon)
(1806年5月28日の勅許状によるアイルランド貴族爵位)
- ロスコモン県におけるロッキンガムの第12代キングストン男爵（英語版） (11th Baron Kingston, of Rockingham in the County of Roscommon)
(1764年7月13日の勅許状によるアイルランド貴族爵位)
- ロスコモン県におけるボイルの第8代エリス男爵 (7th Baron Erris, of Boyle in the County of Roscommon)
(1800年12月29日の勅許状によるアイルランド貴族爵位)
- (ボイル・アビーの)第16代準男爵 (16th Baronet "of Boyle Abbey")
(1682年9月27日の勅許状によるアイルランド準男爵位)

## 歴代当主

### (ボイル・アビーの)準男爵 (1682年)
- 初代準男爵サー・ロバート・キング (生年不詳-1707)
- 2代準男爵サー・ジョン・キング (生年不詳-1720) 先代の息子
- 3代準男爵サー・ヘンリー・キング (生年不詳-1740) 先代の弟
- 4代準男爵サー・ロバート・キング (1724–1755) 先代の息子
  - 1748年にキングスバラ男爵に叙される

### キングスバラ男爵 (1748年)
- 初代キングスバラ男爵ロバート・キング (1724–1755)
  - キングスバラ男爵廃絶

### (ボイル・アビーの)準男爵 (1682年)
- 5代準男爵サー・エドワード・キング (1726–1797) 先代の弟
  - 1768年にキングストン伯爵に叙される

### キングストン伯爵 (1768年)
- 初代キングストン伯・5代準男爵エドワード・キング (1726–1797)
- 2代キングストン伯・6代準男爵ロバート・キング (1754–1799) 先代の息子
- 3代キングストン伯・7代準男爵ジョージ・キング (1771–1839)  先代の息子
- 4代キングストン伯・8代準男爵ロバート・ヘンリー・キング（英語版） (1796–1867) 先代の息子
- 5代キングストン伯・9代準男爵ジェイムズ・キング（英語版） (1800–1869) 先代の弟
- 6代キングストン伯・10代準男爵ロバート・キング（英語版） (1804–1869) 先代の従兄弟
- 7代キングストン伯・11代準男爵ロバート・エドワード・キング (1831–1871) 先代の息子
- 8代キングストン伯・12代準男爵ヘンリー・アーネスト・ニューコメン・キング＝テニソン (1848–1896) 先代の弟
- 9代キングストン伯・13代準男爵ヘンリー・エドウィン・キング＝テニソン (1874–1946) 先代の息子
- 10代キングストン伯・14代準男爵ロバート・ヘンリー・エゼルバート・キング＝テニソン (1897–1948) 先代の息子
- 11代キングストン伯・15代準男爵バークリー・ロバート・エドウィン・キング＝テニソン (1943–2002) 先代の息子
- 12代キングストン伯・16代準男爵ロバート・チャールズ・ヘンリー・キング＝テニソン (1969-) 先代の息子
  - 法定推定相続人は現当主の長男キングスバラ子爵(儀礼称号)チャールズ・エイブリー・エドワード・キング＝テニソン (2000-)

### ロートン子爵 (1806年)
- 初代ロートン子爵ロバート・キング (1773–1854)
- 第2代ロートン子爵ロバート・キング（英語版） (1804–1869) 先代の息子
  - 1869年、第6代キングストン伯爵となる

## 系譜図
|  |  |                                    |                                    |                                    |                                    |                                    |                                    |  |  | ロバート・キング 初代準男爵 (-1707) | | | | | |  |  | | | | | | |  |  | | | | | | |  |  | | | | | | |  |  | | | | | | |  |  |  |  |  |  |  |  |  |  |  |  |  |  |  |  |  |  |  |  |  |  |
|  |  |                                    |                                    |                                    |                                    |                                    |                                    |  |  | | | | | | |  |  | | | | | | |  |  | | | | | | |  |  | | | | | | |  |  | | | | | | |  |  |  |  |  |  |  |  |  |  |  |  |  |  |  |  |  |  |  |  |  |  |
|  |  |                                    |                                    |                                    |                                    |                                    |                                    |  |  | | | | | | |  |  | | | | | | |  |  | | | | | | |  |  | | | | | | |  |  | | | | | | |  |  |  |  |  |  |  |  |  |  |  |  |  |  |  |  |  |  |  |  |  |  |
|  |  | ジョン・キング 第2代準男爵 (-1720) | ジョン・キング 第2代準男爵 (-1720) | ジョン・キング 第2代準男爵 (-1720) | ジョン・キング 第2代準男爵 (-1720) | ジョン・キング 第2代準男爵 (-1720) | ジョン・キング 第2代準男爵 (-1720) |  |  | | | | | | |  |  | ヘンリー・キング 第3代準男爵 (-1740) | ヘンリー・キング 第3代準男爵 (-1740) | ヘンリー・キング 第3代準男爵 (-1740) | ヘンリー・キング 第3代準男爵 (-1740) | ヘンリー・キング 第3代準男爵 (-1740) | ヘンリー・キング 第3代準男爵 (-1740) |  |  | | | | | | |  |  | | | | | | |  |  | | | | | | |  |  |  |  |  |  |  |  |  |  |  |  |  |  |  |  |  |  |  |  |  |  |
|  |  | ジョン・キング 第2代準男爵 (-1720) | ジョン・キング 第2代準男爵 (-1720) | ジョン・キング 第2代準男爵 (-1720) | ジョン・キング 第2代準男爵 (-1720) | ジョン・キング 第2代準男爵 (-1720) | ジョン・キング 第2代準男爵 (-1720) |  |  | | | | | | |  |  | ヘンリー・キング 第3代準男爵 (-1740) | ヘンリー・キング 第3代準男爵 (-1740) | ヘンリー・キング 第3代準男爵 (-1740) | ヘンリー・キング 第3代準男爵 (-1740) | ヘンリー・キング 第3代準男爵 (-1740) | ヘンリー・キング 第3代準男爵 (-1740) |  |  | | | | | | |  |  | | | | | | |  |  | | | | | | |  |  |  |  |  |  |  |  |  |  |  |  |  |  |  |  |  |  |  |  |  |  |
|  |  |                                    |                                    |                                    |                                    |                                    |                                    |  |  | | | | | | |  |  | | | | | | |  |  | | | | | | |  |  | | | | | | |  |  | | | | | | |  |  |  |  |  |  |  |  |  |  |  |  |  |  |  |  |  |  |  |  |  |  |
|  |  |                                    |                                    |                                    |                                    |                                    |                                    |  |  | ロバート・キング 初代キングスバラ男爵 第4代準男爵 (1724-1755) | ロバート・キング 初代キングスバラ男爵 第4代準男爵 (1724-1755) | ロバート・キング 初代キングスバラ男爵 第4代準男爵 (1724-1755) | ロバート・キング 初代キングスバラ男爵 第4代準男爵 (1724-1755) | ロバート・キング 初代キングスバラ男爵 第4代準男爵 (1724-1755) | ロバート・キング 初代キングスバラ男爵 第4代準男爵 (1724-1755) |  |  | | | | | | |  |  | エドワード・キング 初代キングストン伯爵 初代キングスバラ子爵 初代ロッキンガムのキングストン男爵 第5代準男爵 (1726-1797)                                                     | エドワード・キング 初代キングストン伯爵 初代キングスバラ子爵 初代ロッキンガムのキングストン男爵 第5代準男爵 (1726-1797)                                                     | エドワード・キング 初代キングストン伯爵 初代キングスバラ子爵 初代ロッキンガムのキングストン男爵 第5代準男爵 (1726-1797)                                                     | エドワード・キング 初代キングストン伯爵 初代キングスバラ子爵 初代ロッキンガムのキングストン男爵 第5代準男爵 (1726-1797)                                                     | エドワード・キング 初代キングストン伯爵 初代キングスバラ子爵 初代ロッキンガムのキングストン男爵 第5代準男爵 (1726-1797)                                                     | エドワード・キング 初代キングストン伯爵 初代キングスバラ子爵 初代ロッキンガムのキングストン男爵 第5代準男爵 (1726-1797)                                                     |  |  | | | | | | |  |  | | | | | | |  |  |  |  |  |  |  |  |  |  |  |  |  |  |  |  |  |  |  |  |  |  |
|  |  |                                    |                                    |                                    |                                    |                                    |                                    |  |  | ロバート・キング 初代キングスバラ男爵 第4代準男爵 (1724-1755) | ロバート・キング 初代キングスバラ男爵 第4代準男爵 (1724-1755) | ロバート・キング 初代キングスバラ男爵 第4代準男爵 (1724-1755) | ロバート・キング 初代キングスバラ男爵 第4代準男爵 (1724-1755) | ロバート・キング 初代キングスバラ男爵 第4代準男爵 (1724-1755) | ロバート・キング 初代キングスバラ男爵 第4代準男爵 (1724-1755) |  |  | | | | | | |  |  | エドワード・キング 初代キングストン伯爵 初代キングスバラ子爵 初代ロッキンガムのキングストン男爵 第5代準男爵 (1726-1797)                                                     | エドワード・キング 初代キングストン伯爵 初代キングスバラ子爵 初代ロッキンガムのキングストン男爵 第5代準男爵 (1726-1797)                                                     | エドワード・キング 初代キングストン伯爵 初代キングスバラ子爵 初代ロッキンガムのキングストン男爵 第5代準男爵 (1726-1797)                                                     | エドワード・キング 初代キングストン伯爵 初代キングスバラ子爵 初代ロッキンガムのキングストン男爵 第5代準男爵 (1726-1797)                                                     | エドワード・キング 初代キングストン伯爵 初代キングスバラ子爵 初代ロッキンガムのキングストン男爵 第5代準男爵 (1726-1797)                                                     | エドワード・キング 初代キングストン伯爵 初代キングスバラ子爵 初代ロッキンガムのキングストン男爵 第5代準男爵 (1726-1797)                                                     |  |  | | | | | | |  |  | | | | | | |  |  |  |  |  |  |  |  |  |  |  |  |  |  |  |  |  |  |  |  |  |  |
|  |  |                                    |                                    |                                    |                                    |                                    |                                    |  |  | | | | | | |  |  | | | | | | |  |  | ロバート・キング 第2代キングストン伯爵 第2代キングスバラ子爵 第2代ロッキンガムのキングストン男爵 第6代準男爵 (1754-1799)                                                    | | | | | |  |  | | | | | | |  |  | | | | | | |  |  |  |  |  |  |  |  |  |  |  |  |  |  |  |  |  |  |  |  |  |  |
|  |  |                                    |                                    |                                    |                                    |                                    |                                    |  |  | | | | | | |  |  | | | | | | |  |  | | | | | | |  |  | | | | | | |  |  | | | | | | |  |  |  |  |  |  |  |  |  |  |  |  |  |  |  |  |  |  |  |  |  |  |
|  |  |                                    |                                    |                                    |                                    |                                    |                                    |  |  | | | | | | |  |  | | | | | | |  |  | | | | | | |  |  | | | | | | |  |  | | | | | | |  |  |  |  |  |  |  |  |  |  |  |  |  |  |  |  |  |  |  |  |  |  |
|  |  |                                    |                                    |                                    |                                    |                                    |                                    |  |  | | | | | | |  |  | ジョージ・キング 第3代キングストン伯爵 第3代キングスバラ子爵 第3代ロッキンガムのキングストン男爵 初代ミッチェルスタウンのキングストン男爵 第7代準男爵 (1771-1839) | ジョージ・キング 第3代キングストン伯爵 第3代キングスバラ子爵 第3代ロッキンガムのキングストン男爵 初代ミッチェルスタウンのキングストン男爵 第7代準男爵 (1771-1839) | ジョージ・キング 第3代キングストン伯爵 第3代キングスバラ子爵 第3代ロッキンガムのキングストン男爵 初代ミッチェルスタウンのキングストン男爵 第7代準男爵 (1771-1839) | ジョージ・キング 第3代キングストン伯爵 第3代キングスバラ子爵 第3代ロッキンガムのキングストン男爵 初代ミッチェルスタウンのキングストン男爵 第7代準男爵 (1771-1839) | ジョージ・キング 第3代キングストン伯爵 第3代キングスバラ子爵 第3代ロッキンガムのキングストン男爵 初代ミッチェルスタウンのキングストン男爵 第7代準男爵 (1771-1839) | ジョージ・キング 第3代キングストン伯爵 第3代キングスバラ子爵 第3代ロッキンガムのキングストン男爵 初代ミッチェルスタウンのキングストン男爵 第7代準男爵 (1771-1839) |  |  | | | | | | |  |  | ロバート・キング 初代ボイルのロートン子爵 初代ボイルのエリス男爵 (1773-1854)                                                                                                | ロバート・キング 初代ボイルのロートン子爵 初代ボイルのエリス男爵 (1773-1854)                                                                                                | ロバート・キング 初代ボイルのロートン子爵 初代ボイルのエリス男爵 (1773-1854)                                                                                                | ロバート・キング 初代ボイルのロートン子爵 初代ボイルのエリス男爵 (1773-1854)                                                                                                | ロバート・キング 初代ボイルのロートン子爵 初代ボイルのエリス男爵 (1773-1854)                                                                                                | ロバート・キング 初代ボイルのロートン子爵 初代ボイルのエリス男爵 (1773-1854)                                                                                                |  |  | | | | | | |  |  |  |  |  |  |  |  |  |  |  |  |  |  |  |  |  |  |  |  |  |  |
|  |  |                                    |                                    |                                    |                                    |                                    |                                    |  |  | | | | | | |  |  | ジョージ・キング 第3代キングストン伯爵 第3代キングスバラ子爵 第3代ロッキンガムのキングストン男爵 初代ミッチェルスタウンのキングストン男爵 第7代準男爵 (1771-1839) | ジョージ・キング 第3代キングストン伯爵 第3代キングスバラ子爵 第3代ロッキンガムのキングストン男爵 初代ミッチェルスタウンのキングストン男爵 第7代準男爵 (1771-1839) | ジョージ・キング 第3代キングストン伯爵 第3代キングスバラ子爵 第3代ロッキンガムのキングストン男爵 初代ミッチェルスタウンのキングストン男爵 第7代準男爵 (1771-1839) | ジョージ・キング 第3代キングストン伯爵 第3代キングスバラ子爵 第3代ロッキンガムのキングストン男爵 初代ミッチェルスタウンのキングストン男爵 第7代準男爵 (1771-1839) | ジョージ・キング 第3代キングストン伯爵 第3代キングスバラ子爵 第3代ロッキンガムのキングストン男爵 初代ミッチェルスタウンのキングストン男爵 第7代準男爵 (1771-1839) | ジョージ・キング 第3代キングストン伯爵 第3代キングスバラ子爵 第3代ロッキンガムのキングストン男爵 初代ミッチェルスタウンのキングストン男爵 第7代準男爵 (1771-1839) |  |  | | | | | | |  |  | ロバート・キング 初代ボイルのロートン子爵 初代ボイルのエリス男爵 (1773-1854)                                                                                                | ロバート・キング 初代ボイルのロートン子爵 初代ボイルのエリス男爵 (1773-1854)                                                                                                | ロバート・キング 初代ボイルのロートン子爵 初代ボイルのエリス男爵 (1773-1854)                                                                                                | ロバート・キング 初代ボイルのロートン子爵 初代ボイルのエリス男爵 (1773-1854)                                                                                                | ロバート・キング 初代ボイルのロートン子爵 初代ボイルのエリス男爵 (1773-1854)                                                                                                | ロバート・キング 初代ボイルのロートン子爵 初代ボイルのエリス男爵 (1773-1854)                                                                                                |  |  | | | | | | |  |  |  |  |  |  |  |  |  |  |  |  |  |  |  |  |  |  |  |  |  |  |
|  |  |                                    |                                    |                                    |                                    |                                    |                                    |  |  | | | | | | |  |  | | | | | | |  |  | | | | | | |  |  | | | | | | |  |  | | | | | | |  |  |  |  |  |  |  |  |  |  |  |  |  |  |  |  |  |  |  |  |  |  |
|  |  |                                    |                                    |                                    |                                    |                                    |                                    |  |  | ロバート・キング 第4代キングストン伯爵 第4代キングスバラ子爵 第4代ロッキンガムのキングストン男爵 第2代ミッチェルスタウンのキングストン男爵 第8代準男爵 (1796-1857) | ロバート・キング 第4代キングストン伯爵 第4代キングスバラ子爵 第4代ロッキンガムのキングストン男爵 第2代ミッチェルスタウンのキングストン男爵 第8代準男爵 (1796-1857) | ロバート・キング 第4代キングストン伯爵 第4代キングスバラ子爵 第4代ロッキンガムのキングストン男爵 第2代ミッチェルスタウンのキングストン男爵 第8代準男爵 (1796-1857) | ロバート・キング 第4代キングストン伯爵 第4代キングスバラ子爵 第4代ロッキンガムのキングストン男爵 第2代ミッチェルスタウンのキングストン男爵 第8代準男爵 (1796-1857) | ロバート・キング 第4代キングストン伯爵 第4代キングスバラ子爵 第4代ロッキンガムのキングストン男爵 第2代ミッチェルスタウンのキングストン男爵 第8代準男爵 (1796-1857) | ロバート・キング 第4代キングストン伯爵 第4代キングスバラ子爵 第4代ロッキンガムのキングストン男爵 第2代ミッチェルスタウンのキングストン男爵 第8代準男爵 (1796-1857) |  |  | | | | | | |  |  | ジェイムズ・キング 第5代キングストン伯爵 第5代キングスバラ子爵 第5代ロッキンガムのキングストン男爵 第3代ミッチェルスタウンのキングストン男爵 第9代準男爵 (1800-1869)        | ジェイムズ・キング 第5代キングストン伯爵 第5代キングスバラ子爵 第5代ロッキンガムのキングストン男爵 第3代ミッチェルスタウンのキングストン男爵 第9代準男爵 (1800-1869)        | ジェイムズ・キング 第5代キングストン伯爵 第5代キングスバラ子爵 第5代ロッキンガムのキングストン男爵 第3代ミッチェルスタウンのキングストン男爵 第9代準男爵 (1800-1869)        | ジェイムズ・キング 第5代キングストン伯爵 第5代キングスバラ子爵 第5代ロッキンガムのキングストン男爵 第3代ミッチェルスタウンのキングストン男爵 第9代準男爵 (1800-1869)        | ジェイムズ・キング 第5代キングストン伯爵 第5代キングスバラ子爵 第5代ロッキンガムのキングストン男爵 第3代ミッチェルスタウンのキングストン男爵 第9代準男爵 (1800-1869)        | ジェイムズ・キング 第5代キングストン伯爵 第5代キングスバラ子爵 第5代ロッキンガムのキングストン男爵 第3代ミッチェルスタウンのキングストン男爵 第9代準男爵 (1800-1869)        |  |  | ロバート・キング 第6代キングストン伯爵 第6代キングスバラ子爵 第2代ボイルのロートン子爵 第6代ロッキンガムのキングストン男爵 第2代ボイルのエリス男爵 第10代準男爵 (1804-1869) | ロバート・キング 第6代キングストン伯爵 第6代キングスバラ子爵 第2代ボイルのロートン子爵 第6代ロッキンガムのキングストン男爵 第2代ボイルのエリス男爵 第10代準男爵 (1804-1869) | ロバート・キング 第6代キングストン伯爵 第6代キングスバラ子爵 第2代ボイルのロートン子爵 第6代ロッキンガムのキングストン男爵 第2代ボイルのエリス男爵 第10代準男爵 (1804-1869) | ロバート・キング 第6代キングストン伯爵 第6代キングスバラ子爵 第2代ボイルのロートン子爵 第6代ロッキンガムのキングストン男爵 第2代ボイルのエリス男爵 第10代準男爵 (1804-1869) | ロバート・キング 第6代キングストン伯爵 第6代キングスバラ子爵 第2代ボイルのロートン子爵 第6代ロッキンガムのキングストン男爵 第2代ボイルのエリス男爵 第10代準男爵 (1804-1869) | ロバート・キング 第6代キングストン伯爵 第6代キングスバラ子爵 第2代ボイルのロートン子爵 第6代ロッキンガムのキングストン男爵 第2代ボイルのエリス男爵 第10代準男爵 (1804-1869) |  |  | | | | | | |  |  |  |  |  |  |  |  |  |  |  |  |  |  |  |  |  |  |  |  |  |  |
|  |  |                                    |                                    |                                    |                                    |                                    |                                    |  |  | ロバート・キング 第4代キングストン伯爵 第4代キングスバラ子爵 第4代ロッキンガムのキングストン男爵 第2代ミッチェルスタウンのキングストン男爵 第8代準男爵 (1796-1857) | ロバート・キング 第4代キングストン伯爵 第4代キングスバラ子爵 第4代ロッキンガムのキングストン男爵 第2代ミッチェルスタウンのキングストン男爵 第8代準男爵 (1796-1857) | ロバート・キング 第4代キングストン伯爵 第4代キングスバラ子爵 第4代ロッキンガムのキングストン男爵 第2代ミッチェルスタウンのキングストン男爵 第8代準男爵 (1796-1857) | ロバート・キング 第4代キングストン伯爵 第4代キングスバラ子爵 第4代ロッキンガムのキングストン男爵 第2代ミッチェルスタウンのキングストン男爵 第8代準男爵 (1796-1857) | ロバート・キング 第4代キングストン伯爵 第4代キングスバラ子爵 第4代ロッキンガムのキングストン男爵 第2代ミッチェルスタウンのキングストン男爵 第8代準男爵 (1796-1857) | ロバート・キング 第4代キングストン伯爵 第4代キングスバラ子爵 第4代ロッキンガムのキングストン男爵 第2代ミッチェルスタウンのキングストン男爵 第8代準男爵 (1796-1857) |  |  | | | | | | |  |  | ジェイムズ・キング 第5代キングストン伯爵 第5代キングスバラ子爵 第5代ロッキンガムのキングストン男爵 第3代ミッチェルスタウンのキングストン男爵 第9代準男爵 (1800-1869)        | ジェイムズ・キング 第5代キングストン伯爵 第5代キングスバラ子爵 第5代ロッキンガムのキングストン男爵 第3代ミッチェルスタウンのキングストン男爵 第9代準男爵 (1800-1869)        | ジェイムズ・キング 第5代キングストン伯爵 第5代キングスバラ子爵 第5代ロッキンガムのキングストン男爵 第3代ミッチェルスタウンのキングストン男爵 第9代準男爵 (1800-1869)        | ジェイムズ・キング 第5代キングストン伯爵 第5代キングスバラ子爵 第5代ロッキンガムのキングストン男爵 第3代ミッチェルスタウンのキングストン男爵 第9代準男爵 (1800-1869)        | ジェイムズ・キング 第5代キングストン伯爵 第5代キングスバラ子爵 第5代ロッキンガムのキングストン男爵 第3代ミッチェルスタウンのキングストン男爵 第9代準男爵 (1800-1869)        | ジェイムズ・キング 第5代キングストン伯爵 第5代キングスバラ子爵 第5代ロッキンガムのキングストン男爵 第3代ミッチェルスタウンのキングストン男爵 第9代準男爵 (1800-1869)        |  |  | ロバート・キング 第6代キングストン伯爵 第6代キングスバラ子爵 第2代ボイルのロートン子爵 第6代ロッキンガムのキングストン男爵 第2代ボイルのエリス男爵 第10代準男爵 (1804-1869) | ロバート・キング 第6代キングストン伯爵 第6代キングスバラ子爵 第2代ボイルのロートン子爵 第6代ロッキンガムのキングストン男爵 第2代ボイルのエリス男爵 第10代準男爵 (1804-1869) | ロバート・キング 第6代キングストン伯爵 第6代キングスバラ子爵 第2代ボイルのロートン子爵 第6代ロッキンガムのキングストン男爵 第2代ボイルのエリス男爵 第10代準男爵 (1804-1869) | ロバート・キング 第6代キングストン伯爵 第6代キングスバラ子爵 第2代ボイルのロートン子爵 第6代ロッキンガムのキングストン男爵 第2代ボイルのエリス男爵 第10代準男爵 (1804-1869) | ロバート・キング 第6代キングストン伯爵 第6代キングスバラ子爵 第2代ボイルのロートン子爵 第6代ロッキンガムのキングストン男爵 第2代ボイルのエリス男爵 第10代準男爵 (1804-1869) | ロバート・キング 第6代キングストン伯爵 第6代キングスバラ子爵 第2代ボイルのロートン子爵 第6代ロッキンガムのキングストン男爵 第2代ボイルのエリス男爵 第10代準男爵 (1804-1869) |  |  | | | | | | |  |  |  |  |  |  |  |  |  |  |  |  |  |  |  |  |  |  |  |  |  |  |
|  |  |                                    |                                    |                                    |                                    |                                    |                                    |  |  | | | | | | |  |  | | | | | | |  |  | | | | | | |  |  | | | | | | |  |  | | | | | | |  |  |  |  |  |  |  |  |  |  |  |  |  |  |  |  |  |  |  |  |  |  |
|  |  |                                    |                                    |                                    |                                    |                                    |                                    |  |  | | | | | | |  |  | | | | | | |  |  | ロバート・キング 第7代キングストン伯爵 第7代キングスバラ子爵 第3代ボイルのロートン子爵 第7代ロッキンガムのキングストン男爵 第3代ボイルのエリス男爵 第11代準男爵 (1831-1871) | ロバート・キング 第7代キングストン伯爵 第7代キングスバラ子爵 第3代ボイルのロートン子爵 第7代ロッキンガムのキングストン男爵 第3代ボイルのエリス男爵 第11代準男爵 (1831-1871) | ロバート・キング 第7代キングストン伯爵 第7代キングスバラ子爵 第3代ボイルのロートン子爵 第7代ロッキンガムのキングストン男爵 第3代ボイルのエリス男爵 第11代準男爵 (1831-1871) | ロバート・キング 第7代キングストン伯爵 第7代キングスバラ子爵 第3代ボイルのロートン子爵 第7代ロッキンガムのキングストン男爵 第3代ボイルのエリス男爵 第11代準男爵 (1831-1871) | ロバート・キング 第7代キングストン伯爵 第7代キングスバラ子爵 第3代ボイルのロートン子爵 第7代ロッキンガムのキングストン男爵 第3代ボイルのエリス男爵 第11代準男爵 (1831-1871) | ロバート・キング 第7代キングストン伯爵 第7代キングスバラ子爵 第3代ボイルのロートン子爵 第7代ロッキンガムのキングストン男爵 第3代ボイルのエリス男爵 第11代準男爵 (1831-1871) |  |  | | | | | | |  |  | ヘンリー・キング＝テニソン (勅許を得て改名) 第8代キングストン伯爵 第8代キングスバラ子爵 第4代ボイルのロートン子爵 第8代ロッキンガムのキングストン男爵 第4代ボイルのエリス男爵 第12代準男爵 (1831-1871) | ヘンリー・キング＝テニソン (勅許を得て改名) 第8代キングストン伯爵 第8代キングスバラ子爵 第4代ボイルのロートン子爵 第8代ロッキンガムのキングストン男爵 第4代ボイルのエリス男爵 第12代準男爵 (1831-1871) | ヘンリー・キング＝テニソン (勅許を得て改名) 第8代キングストン伯爵 第8代キングスバラ子爵 第4代ボイルのロートン子爵 第8代ロッキンガムのキングストン男爵 第4代ボイルのエリス男爵 第12代準男爵 (1831-1871) | ヘンリー・キング＝テニソン (勅許を得て改名) 第8代キングストン伯爵 第8代キングスバラ子爵 第4代ボイルのロートン子爵 第8代ロッキンガムのキングストン男爵 第4代ボイルのエリス男爵 第12代準男爵 (1831-1871) | ヘンリー・キング＝テニソン (勅許を得て改名) 第8代キングストン伯爵 第8代キングスバラ子爵 第4代ボイルのロートン子爵 第8代ロッキンガムのキングストン男爵 第4代ボイルのエリス男爵 第12代準男爵 (1831-1871) | ヘンリー・キング＝テニソン (勅許を得て改名) 第8代キングストン伯爵 第8代キングスバラ子爵 第4代ボイルのロートン子爵 第8代ロッキンガムのキングストン男爵 第4代ボイルのエリス男爵 第12代準男爵 (1831-1871) |  |  |  |  |  |  |  |  |  |  |  |  |  |  |  |  |  |  |  |  |  |  |
|  |  |                                    |                                    |                                    |                                    |                                    |                                    |  |  | | | | | | |  |  | | | | | | |  |  | ロバート・キング 第7代キングストン伯爵 第7代キングスバラ子爵 第3代ボイルのロートン子爵 第7代ロッキンガムのキングストン男爵 第3代ボイルのエリス男爵 第11代準男爵 (1831-1871) | ロバート・キング 第7代キングストン伯爵 第7代キングスバラ子爵 第3代ボイルのロートン子爵 第7代ロッキンガムのキングストン男爵 第3代ボイルのエリス男爵 第11代準男爵 (1831-1871) | ロバート・キング 第7代キングストン伯爵 第7代キングスバラ子爵 第3代ボイルのロートン子爵 第7代ロッキンガムのキングストン男爵 第3代ボイルのエリス男爵 第11代準男爵 (1831-1871) | ロバート・キング 第7代キングストン伯爵 第7代キングスバラ子爵 第3代ボイルのロートン子爵 第7代ロッキンガムのキングストン男爵 第3代ボイルのエリス男爵 第11代準男爵 (1831-1871) | ロバート・キング 第7代キングストン伯爵 第7代キングスバラ子爵 第3代ボイルのロートン子爵 第7代ロッキンガムのキングストン男爵 第3代ボイルのエリス男爵 第11代準男爵 (1831-1871) | ロバート・キング 第7代キングストン伯爵 第7代キングスバラ子爵 第3代ボイルのロートン子爵 第7代ロッキンガムのキングストン男爵 第3代ボイルのエリス男爵 第11代準男爵 (1831-1871) |  |  | | | | | | |  |  | ヘンリー・キング＝テニソン (勅許を得て改名) 第8代キングストン伯爵 第8代キングスバラ子爵 第4代ボイルのロートン子爵 第8代ロッキンガムのキングストン男爵 第4代ボイルのエリス男爵 第12代準男爵 (1831-1871) | ヘンリー・キング＝テニソン (勅許を得て改名) 第8代キングストン伯爵 第8代キングスバラ子爵 第4代ボイルのロートン子爵 第8代ロッキンガムのキングストン男爵 第4代ボイルのエリス男爵 第12代準男爵 (1831-1871) | ヘンリー・キング＝テニソン (勅許を得て改名) 第8代キングストン伯爵 第8代キングスバラ子爵 第4代ボイルのロートン子爵 第8代ロッキンガムのキングストン男爵 第4代ボイルのエリス男爵 第12代準男爵 (1831-1871) | ヘンリー・キング＝テニソン (勅許を得て改名) 第8代キングストン伯爵 第8代キングスバラ子爵 第4代ボイルのロートン子爵 第8代ロッキンガムのキングストン男爵 第4代ボイルのエリス男爵 第12代準男爵 (1831-1871) | ヘンリー・キング＝テニソン (勅許を得て改名) 第8代キングストン伯爵 第8代キングスバラ子爵 第4代ボイルのロートン子爵 第8代ロッキンガムのキングストン男爵 第4代ボイルのエリス男爵 第12代準男爵 (1831-1871) | ヘンリー・キング＝テニソン (勅許を得て改名) 第8代キングストン伯爵 第8代キングスバラ子爵 第4代ボイルのロートン子爵 第8代ロッキンガムのキングストン男爵 第4代ボイルのエリス男爵 第12代準男爵 (1831-1871) |  |  |  |  |  |  |  |  |  |  |  |  |  |  |  |  |  |  |  |  |  |  |
|  |  |                                    |                                    |                                    |                                    |                                    |                                    |  |  | | | | | | |  |  | | | | | | |  |  | | | | | | |  |  | | | | | | |  |  | ヘンリー・キング＝テニソン 第9代キングストン伯爵 第9代キングスバラ子爵 第5代ボイルのロートン子爵 第9代ロッキンガムのキングストン男爵 第5代ボイルのエリス男爵 第13代準男爵 (1874-1946)                  | | | | | |  |  |  |  |  |  |  |  |  |  |  |  |  |  |  |  |  |  |  |  |  |  |
|  |  |                                    |                                    |                                    |                                    |                                    |                                    |  |  | | | | | | |  |  | | | | | | |  |  | | | | | | |  |  | | | | | | |  |  | | | | | | |  |  |  |  |  |  |  |  |  |  |  |  |  |  |  |  |  |  |  |  |  |  |
|  |  |                                    |                                    |                                    |                                    |                                    |                                    |  |  | | | | | | |  |  | | | | | | |  |  | | | | | | |  |  | | | | | | |  |  | ロバート・キング＝テニソン 第10代キングストン伯爵 第10代キングスバラ子爵 第6代ボイルのロートン子爵 第10代ロッキンガムのキングストン男爵 第6代ボイルのエリス男爵 第14代準男爵 (1874-1946)               | | | | | |  |  |  |  |  |  |  |  |  |  |  |  |  |  |  |  |  |  |  |  |  |  |
|  |  |                                    |                                    |                                    |                                    |                                    |                                    |  |  | | | | | | |  |  | | | | | | |  |  | | | | | | |  |  | | | | | | |  |  | | | | | | |  |  |  |  |  |  |  |  |  |  |  |  |  |  |  |  |  |  |  |  |  |  |
|  |  |                                    |                                    |                                    |                                    |                                    |                                    |  |  | | | | | | |  |  | | | | | | |  |  | | | | | | |  |  | | | | | | |  |  | バークリー・キング＝テニソン 第11代キングストン伯爵 第11代キングスバラ子爵 第7代ボイルのロートン子爵 第11代ロッキンガムのキングストン男爵 第7代ボイルのエリス男爵 第15代準男爵 (1943-2002)             | | | | | |  |  |  |  |  |  |  |  |  |  |  |  |  |  |  |  |  |  |  |  |  |  |
|  |  |                                    |                                    |                                    |                                    |                                    |                                    |  |  | | | | | | |  |  | | | | | | |  |  | | | | | | |  |  | | | | | | |  |  | | | | | | |  |  |  |  |  |  |  |  |  |  |  |  |  |  |  |  |  |  |  |  |  |  |
|  |  |                                    |                                    |                                    |                                    |                                    |                                    |  |  | | | | | | |  |  | | | | | | |  |  | | | | | | |  |  | | | | | | |  |  | ロバート・キング＝テニソン 第12代キングストン伯爵 第12代キングスバラ子爵 第8代ボイルのロートン子爵 第12代ロッキンガムのキングストン男爵 第8代ボイルのエリス男爵 第16代準男爵 (1969-)                   | | | | | |  |  |  |  |  |  |  |  |  |  |  |  |  |  |  |  |  |  |  |  |  |  |
|  |  |                                    |                                    |                                    |                                    |                                    |                                    |  |  | | | | | | |  |  | | | | | | |  |  | | | | | | |  |  | | | | | | |  |  | | | | | | |  |  |  |  |  |  |  |  |  |  |  |  |  |  |  |  |  |  |  |  |  |  |
|  |  |                                    |                                    |                                    |                                    |                                    |                                    |  |  | | | | | | |  |  | | | | | | |  |  | | | | | | |  |  | | | | | | |  |  | チャールズ・キング＝テニソン (2000-) (法定推定相続人) | | | | | |  |  |  |  |  |  |  |  |  |  |  |  |  |  |  |  |  |  |  |  |  |  |